# Agulha das Celebes
A Agulha das Celebes, (Nomorhamphus liemi) é uma espécie originária de áreas rasas de riachos de alto-fluxo de água doce com altitudes de 2.000 a 4.000 pés (615–1230 m) no sudeste da Ásia, Celebes (Sulawesi) na Indonésia.
É uma espécie alongada com compressão lateral moderada. A barbatana dorsal está definido na parte posterior do corpo, perto da nadadeira caudal. A Agulha das Celebes possui uma mandíbula inferior imóvel que se enrola ao redor, de modo que a ponta voltado para a retaguarda do peixe tal qual uma barbicha. A mandíbula superior, que pode ser movida para cima e para baixo, é menor e mais curta. A coloração varia, dependendo de onde o espécime foi encontrado. Normalmente, o corpo é prateado-verde para marrom-prateado. As barbatanas são vermelhas com uma franja preta em torno deles. A íris pode ser de cor verde. A linha vermelha e verde se estende em toda a mandíbula para trás através do corpo.

## Habitat natural
O habitat natural da Agulhinha das Celebes são áreas rasas de riachos de alto-fluxo de água doce com altitudes de 2.000 a 4.000 pés (615–1230 m) no sudeste da Ásia, Celebes (Sulawesi) na Indonésia.

## Para ter em casa
Um aquário de 36 "(91 cm) com um volume de 35-40 litros (L 132-151) é recomendado. Condicione os peixes com Artemia, Drosophila e larvas de mosquito.O pH é de 6,5-8 (7,3), o nível de ádição de sal é de 12/04 (8), 75-81 °e a temperatura, F (24-27 °C). Alimenta-se de insetos, larvas de mosquito, pequenos crustáceos e vermes.

## Reprodução
A temperatura da água deve estar a 75-79 °F (24-26 °C), a dureza da água de 4-6 dH, e um pH de 6,5 é recomendado. A gravidez dura entre 6 a 8 semanas. De 9 a 15 jovens nascidos são, cada um medindo cerca de 1,5 cm (0,6 "). Os alevinos ou os pais devem ser removidos, do contrário comerão a ninhada. Iniciar a alimentação com Artemia e alimentos em pó. A reprodução é mais fácil em água doce.Fêmeas chegam a 4 "(10 cm), machos a 2,7" (7 cm)